# Zerstörergeschwader 76
Das Zerstörergeschwader 76 war ein Verband der Luftwaffe der Wehrmacht im Zweiten Weltkrieg. Als Zerstörergeschwader verfügte es überwiegend über zweimotorige Jagdflugzeuge wie die Messerschmitt Bf 110 und deren Nachfolgemodell Messerschmitt Me 410, die auch als schwere Jäger bezeichnet wurden und als Begleitschutz für Bomberverbände oder als Schlachtflieger eingesetzt wurden. Das Geschwader beteiligte sich am Überfall auf Polen, dem Überfall auf Dänemark und Norwegen, dem Westfeldzug, der Luftschlacht um England, der Luftlandeschlacht um Kreta und der Reichsluftverteidigung. Am 24. Juli 1944 wurde es aufgelöst.

## Aufstellung
Das Zerstörergeschwader 76 entstand mit Bildung der I. Gruppe am 1. Mai 1939 auf dem Fliegerhorst Pardubitz (Lage) aus der umbenannten I. Gruppe des Zerstörergeschwaders 141. Die II. Gruppe war die am 1. Mai 1939 in Gablingen (Lage) umbenannte I. Gruppe des Zerstörergeschwaders 144. Der Geschwaderstab des Zerstörergeschwaders 76 bildete sich am 15. April 1940 in Köln-Wahn (Lage). Am 26. Juni 1940 entstand die III. Gruppe aus der umbenannten II. Gruppe des Zerstörergeschwaders 1 in Trier-Euren (Lage).
Von März 1941 bis zum 15. September 1941 bestand in Wesermünde (Lage) eine Ergänzungsgruppe, die in der Regel nicht an Kampfeinsätzen teilnahm. In ihr wurden frisch ausgebildete oder rekonvaleszente Flieger eine Zeitlang an die Frontbedingungen gewöhnt und geschult, bevor sie in eine der drei Einsatzgruppen wechselten. Der Geschwaderstab wurde am 1. August 1940 in die Dienststelle des Jagdfliegerführers Norwegen umgegliedert. Die I. Gruppe erhielt am 7. September 1940 die neue Bezeichnung II. Gruppe des Nachtjagdgeschwaders 1, während die II. Gruppe am 1. November 1941 zur III. Gruppe des Nachtjagdgeschwaders 3 mutierte. Die III. Gruppe erhielt am 24. April 1941 die neue Bezeichnung II. Gruppe des Schnellkampfgeschwaders 210 und die Ergänzungsgruppe wurde zur Nachtjagdschule umgewandelt, so das ab November 1941 das Geschwader vollständig zu bestehen aufgehört hatte.
Im August 1943 bildete sich in Ansbach (Lage) der Geschwaderstab und die I. Gruppe des Zerstörergeschwaders 76. Für die Aufstellung der I. Gruppe wurden die 1. Staffel der Nahaufklärungsgruppe 16, die 3. Staffel der Nahaufklärungsgruppe 12 und die Stabsstaffel des Sturzkampfgeschwaders 1 herangezogen, während der Geschwaderstab neu aufgestellt wurde. Zeitgleich entstand in Wertheim (Lage) die II. Gruppe aus verschiedenen Aufklärungsstaffeln. Die neue III. Gruppe bildete sich im November 1943 auf dem Fliegerhorst Oettingen (Lage).
Vor Kriegsbeginn war das Geschwader noch mit der einmotorigen Messerschmitt Bf 109 ausgestattet, bevor es die zweimotorige Messerschmitt Bf 110 bekam. Deren Nachfolgemodell Messerschmitt Me 410 erreichte das Geschwader ab April 1944. Die II. Gruppe verfügte ab Dezember 1944 über die Focke-Wulf Fw 190. Die Geschwaderkennung war M8 und 2N.

## Gliederung
Der Geschwaderstab führte am 26. Juni 1940 die I. bis III. Gruppe die wiederum in Staffeln unterteilt waren. Die 1. bis 3. Staffel gehörte der I. Gruppe, die 4. bis 6. Staffel der II. Gruppe und die 7. bis 9. Staffel der III. Gruppe an. Jede Staffel, geführt durch einen Staffelkapitän, war in drei Schwärme mit je zwei Rotten zu je zwei Flugzeugen unterteilt. Daraus ergab sich eine Sollstärke der Zerstörergruppe von 36 Flugzeugen in den drei Staffeln + 4 Flugzeuge für den Gruppenkommandeur und seinen Stab. Dies ergab bei drei Zerstörergruppen eine Sollstärke von 120 Flugzeugen, + 4 Flugzeuge für den Geschwaderkommodore und seinen Stab. Daraus ergab sich eine Sollstärke von 124 Flugzeugen.

## Geschichte

### Überfall auf Polen
Am Überfall auf Polen, ab dem 1. September 1939 nahm nur die I. Gruppe des Geschwaders teil. Dazu lag sie auf dem Fliegerhorst Märzdorf (Lage) und war der 2. Flieger-Division der Luftflotte 4 unterstellt. Sie verfügte über 33 Flugzeuge vom Typ Messerschmitt Bf 110 in den Ausführungen B und C, davon 31 einsatzbereit.
Die zweimotorige Messerschmitt Bf 110 der B-Serie war die erste Version mit den neuen Jumo-210-Triebwerken die bis zu 730 PS leisteten und war mit vier 7,92-mm-MG 17 (oben), zwei 20-mm-MG FF (unten) in der Nase und einem MG 15 als Heckbewaffnung ausgestattet.
In den ersten Tagen bestand die Hauptaufgabe der Gruppe darin, den Bomberverbänden bei ihren Einflügen ins polnische Hinterland als Begleitschutz zu dienen. So war sie dabei, als die Kampfgeschwader 4 und 77 am 1. September mehr als 200 Tonnen Bomben auf Flugplätze rund um Krakau abwarfen. Dabei griff sie auch polnische Flugzeuge direkt an und vermeldete auch einige Abschüsse in der Luft oder Zerstörungen am Boden. Am 2. September wiederholte sich diese Art von Einsatz im Raum um Dęblin, wo Ausbildungsflugzeuge der polnischen Luftwaffe zerstört wurden. Auch griff sie in die Bodenkämpfe ein, als sie Einheiten der polnischen Łódź-Armee angriff. Am 3. September begleitete sie Bomberverbände, welche die Jagdflugzeugfabrik nahe Warschau bombardierten, um die Produktion der PZL P.11 zu stören. Anschließend wechselte sie zur 1. Flieger-Division der Luftflotte 1 und nahm am 8./9. September an der Schlacht bei Radom teil, indem sie direkt polnische Stellungen angriff.

### Überfall auf Dänemark und Norwegen
Ab Oktober 1939 verlegte die I. Gruppe in den Bereich der Luftflotte 2 nach Bönninghardt und ab Dezember nach Jever (Lage). Hier war sie der Dienststelle des Jagdfliegerführers Deutsche Bucht der Luftflotte 2 zugeteilt. Sie nahm am 18. Dezember an dem Luftgefecht über der Deutschen Bucht teil und vermeldete Abschüsse von fünf britischen Vickers Wellington-Bombern.
Die II. Gruppe war währenddessen der 6. Flieger-Division der Luftflotte 3 unterstellt und verteidigte mit ihren einmotorigen Messerschmitt Bf 109D vom Fliegerhorst Gablingen aus die Westgrenze des Reiches. Am 3. Februar 1940 verlegte sie nach Garz auf Usedom (Lage), wo die Umrüstung auf die zweimotorige Messerschmitt Bf 110C vollzogen wurde.
Anfang April 1940 verlegte die I. Gruppe auf den Fliegerhorst Westerland auf Sylt und wurde dem X. Fliegerkorps unterstellt. Am Morgen des 9. April, nach Beginn des Überfalls auf Dänemark und Norwegen flog sie erste Luftangriffe auf Dänemark und verlegte noch am gleichen Tag auf den dänischen Fliegerhorst Aalborg-West. Von hier aus stellte sie die Luftraumüberwachung über dem Skagerrak sicher. Am folgenden Tag nahm sie auf dem norwegischen Flugplatz Stavanger-Sola Quartier, von wo aus sie am 20. April nach Trondheim-Vaernes wechselte. Während dieser Zeit fiel am 30. April der Gruppenkommandeur Hauptmann Günther Reinecke, als seine Bf 110C im Luftkampf mit britischen Wellingtons und Blenheim-Bombern abgeschossen wurde und 20 Kilometer südwestlich von Stavanger aufschlug. Die letzten Luftgefechte hatte die I. Gruppe über Narvik bei der Schlacht um Narvik. Nachdem die Kämpfe auf dem Boden ab dem 10. Juni endeten, blieb sie auf dem Fliegerhorst Stavanger-Forus (Lage) stationiert und betätigte sich in der Luftraumüberwachung und im Küstenschutz. Am 7. September erhielt sie die neue Bezeichnung II. Gruppe des Nachtjagdgeschwaders 1 und schied damit aus dem Zerstörergeschwader 76 aus.

### Westfeldzug
Die II. Gruppe kehrte, nach der erfolgten Umrüstung auf die Messerschmitt Bf 110C, im März 1940 wieder in den Westraum zurück und lag in Köln-Wahn. Am 15. April wurde hier der Geschwaderstab des Zerstörergeschwaders 76 unter Geschwaderkommodore Major Walter Grabmann aufgestellt und dem I. Fliegerkorps der Luftflotte 3 unterstellt. Das Geschwader nahm Aufgaben in der Luftraumüberwachung gegen einfliegende britische Flugzeuge wahr.

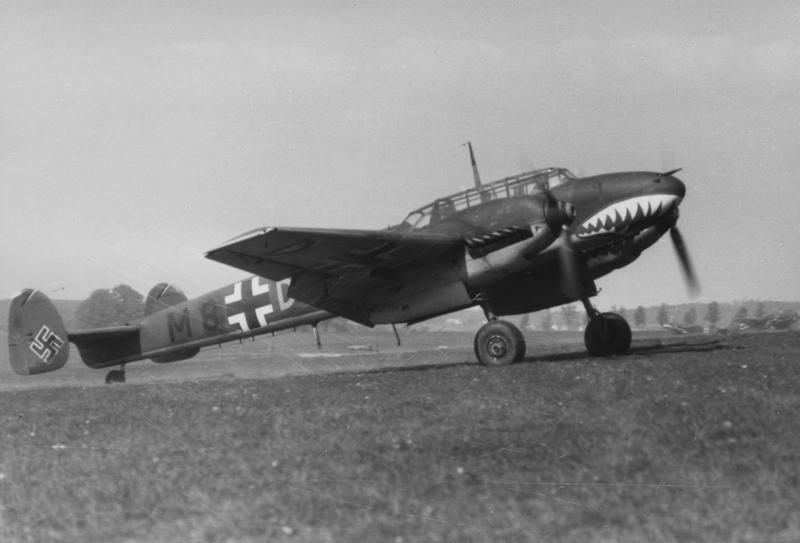
Eine Bf 110C des Zerstörergeschwaders 76 im Mai 1940 mit Haifischmaul auf der Flugzeugnase

Vor Beginn des Fall Gelb genannten Westfeldzuges am 10. Mai 1940 verlegte die II. Gruppe auf den Fliegerhorst Nellingen (Lage), während der Geschwaderstab in Köln-Wahn blieb. Weiterhin dem I. Fliegerkorps unterstellt, verfügte das Geschwader über 36 Messerschmitt Bf 110C. In der Version C-4 hatte diese zwei Daimler-Benz DB 601-Motoren die je 1020 PS leisteten und dem Flugzeug eine Höchstgeschwindigkeit von 560 km/h ermöglichte. Als Bewaffnung standen vier 7,92-mm-MG 17 und zwei 20-mm-MG FF/M in der Nase und ein bewegliches 7,92-mm-MG 15 im Kanzelheck zur Verfügung.
Der Geschwaderstab und die I. Gruppe operierten in den ersten Tagen im Luftraum über der Heeresgruppe A im Bereich der 12. Armee und der Panzergruppe Kleist, die am 13. Mai bei Sedan die Maas überwand. In Folge der Schlacht bei Sedan, entwickelte sich über mehrere Tage eine Luftschlacht in diesem Raum, als französische und britische Bomber versuchten, die deutschen Behelfsbrücken über die Maas zu zerstören. Zusammen mit den Jagdgeschwadern 2, 53 und 77 überwachte es den Luftraum über Sedan und attackierte jegliche Angriffsversuche. Dabei schossen britische Jäger der No. 213 Squadron am 18. Mai den Geschwaderkommodore Major Walter Grabmann mit seiner Bf 110C (Geschwaderkennung M8+XA) ab. Grabmann konnte sein Flugzeug notlanden und geriet in französische Kriegsgefangenschaft. Sechs Tage später, infolge des deutschen Vormarsches befreit, kehrte er auf seinen Posten zurück. In der weiteren Folge kämpfte das Geschwader im Luftraum über Belgien und Nordfrankreich, um der Panzergruppe Kleist den Weg zum Ärmelkanal zu ebnen. Ab dem 21. Mai war es an der Schlacht von Arras beteiligt, wo es zu Luftkämpfen mit den britischen No. 229 Squadron und No. 253 Squadron kam, die mit dem einmotorigen Jagdflugzeug Hawker Hurricane ausgestattet waren. Anschließend verlagerte sich das Geschehen an die nordfranzösische Küste, wo in der Schlacht von Dünkirchen alliierte Truppen eingekesselt wurden. Die Luftwaffe hatte den Auftrag erhalten, die Evakuierungsmaßnahmen über den Ärmelkanal zu unterbinden. Trotz zahlreicher Luftangriffe, konnten im Rahmen der Operation Dynamo mehr als 300.000 alliierte Soldaten gerettet werden.
In der zweiten Phase des Westfeldzugs, Fall Rot genannt, führte die Luftwaffe am 3. Juni 1940 mit dem Unternehmen Paula ein Luftangriffsunternehmen auf die verbliebenen Flugplätze der französischen Luftstreitkräfte und die Luftfahrtindustrie durch. Das Geschwader stellte hierbei den Begleitschutz für die Bomberverbände. Eine weitere Aufgabe war die Unterbindung alliierter Evakuierungstransporte von französischen Atlantikhäfen aus. Die ab 15. Juni als alliierte Operation Aerial laufende Aktion konnte durch das Geschwader wenig gestört werden. Nach dem Waffenstillstand vom 22. Juni endete der Westfeldzug. 
Am 26. Juni bildete sich durch Umbenennung der II. Gruppe des Zerstörergeschwaders 1 die neue III. Gruppe des Geschwaders.

### Luftschlacht um England
Das Geschwader, mit dem Geschwaderstab, der II. und III. Gruppe nahm an der Luftschlacht um England teil. Die verstärkten Luftangriffe auf das Vereinigte Königreich sollten eigentlich in ein Landungsunternehmen münden, das aber dann abgesagt wurde. Am 13. August 1940 lagen der Stab und die III. Gruppe in Laval (Lage) und die II. Gruppe in Abbeville (Lage) im besetzten Teil Frankreichs. Sie waren dem Jagdfliegerführer 3 der Luftflotte 3 unterstellt. Die I. Gruppe nahm vom norwegischen Fliegerhorst Stavanger-Forus aus an einigen Luftangriffen auf die britische Insel teil. Sie war dem X. Fliegerkorps der Luftflotte 5 unterstellt. 

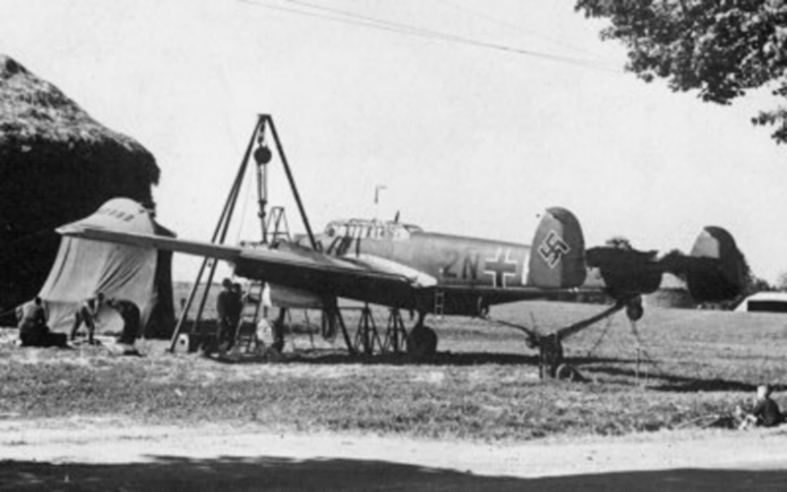
Eine Bf 110 des Zerstörergeschwaders 76 wird gewartet

Die II. und III. Gruppe sowie der Geschwaderstab waren mit der Messerschmitt Bf 110 in der Version C und die I. Gruppe mit der D-Version ausgestattet. 
Nachdem am 13. August, dem sogenannten Adlertag, der verstärkte Luftkrieg gegen das Vereinigte Königreich begann, flog das Geschwader verstärkt Begleitschutz für die Sturzkampfbomber der Sturzkampfgeschwader 1 und 2, die Militärflugplätze angriffen. Dabei kam es zu Luftkämpfen mit den Squadrons der No. 10 Group der Royal Air Force. Diese verfügten über die Supermarine Spitfire und die Hawker Hurricane, die der Messerschmitt Bf 110C/D in Bezug auf Wendigkeit und Geschwindigkeit überlegen waren. Aufgrund dessen häuften sich die Verluste. So fiel am 15. August der Gruppenkommandeur der III. Gruppe, Hauptmann Friedrich-Karl Dickorè, als seine Bf 110C (Geschwaderkennung 2N+BC) mit einer Hurricane der No. 213 Squadron kollidierte und in den Ärmelkanal nahe Weymouth Bay stürzte. Weitere elf Totalverluste der II. und III. Gruppe kamen an diesem Tag hinzu.
Am selben Tag flog die I. Gruppe von Norwegen aus Begleitschutz für die I. und III. Gruppe des Kampfgeschwaders 26 die auf dem Weg nach Newcastle im Norden Englands waren. Dabei bekam sie es mit den britischen Staffeln No. 41, No. 69, No. 72 und No. 605 der No. 13 Group zu tun. Während dieses Einsatzes schossen die Briten sieben Bf 110 ab, darunter die des Gruppenkommandeurs. Hauptmann Werner Restemeyers Bf 110D (Geschwaderkennung M8+AB) wurde von einer Spitfire in den Tank getroffen, so dass sie explodierte und die Reste des Flugzeugs 80 km nordöstlich vom County Durham in die Nordsee stürzte.
Den ganzen September über erfolgten weitere Begleitschutzaufgaben von Kampffliegern bei Tagangriffen auf Militärflugplätze. Anfang September erfolgten Luftangriffe zusammen mit dem Erbrobungskommando 210 auf die Vickers-Werke, bevor am 15. September ein erster großer Luftangriff auf London erfolgte. Am 24. September flog das Geschwader Geleitschutz beim Luftangriff auf die Woolston-Werke in Southampton.
Anschließend verlegte die II. Gruppe nach Jever. Der Geschwaderstab und die III. Gruppe wechselten im Oktober nach Norwegen auf den Fliegerhorst Stavanger-Sola. Der Geschwaderstab erhielt im Juni 1941 die neue Bezeichnung Jagdfliegerführer Norwegen, während die III. Gruppe in die II. Gruppe des Schnellkampfgeschwaders 210 umgewandelt wurde.

### Luftlandeschlacht auf Kreta
Nachdem die Wehrmacht ab dem 6. April 1941 im Balkanfeldzug Griechenland besetzt hatte, sollte die Mittelmeerinsel Kreta folgen. In einer Unternehmen Merkur genannten Luftlandeschlacht sollten Fallschirmjäger abgesetzt und Gebirgsjäger per Flugzeug gelandet werden. Die II. Gruppe des Zerstörergeschwaders 76 war dazu mit 40 Messerschmitt Bf 110E auf dem Flugplatz Argos (Lage) stationiert worden. Sie unterstand dem Stab des Zerstörergeschwaders 26 im VIII. Fliegerkorps der Luftflotte 4.
Noch während das Unternehmen lief, verlegte die 4. Staffel in den Irak, da dort im April 1941 bei einem Militärputsch eine deutschfreundliche Regierung an die Macht gekommen war, die nun ihrerseits von den Briten bedrängt wurde. Die Messerschmitt Bf 110E flogen mit deutschen Flugzeugführern von Mossul aus, mit irakischen Hoheitszeichen, einige wenige erfolglose Einsätze. Zusammen mit der 4. Staffel des Kampfgeschwaders 4 waren sie im Sonderstab F zusammengefasst.

### Erste Auflösung des Geschwaders 1940/41
Der Geschwaderstab lag im Juni 1941 auf dem norwegischen Fliegerhorst Stavanger-Forus und war der Luftflotte 5 unterstellt. Er erhielt zu dieser Zeit die neue Bezeichnung Jagdfliegerführer Norwegen. 

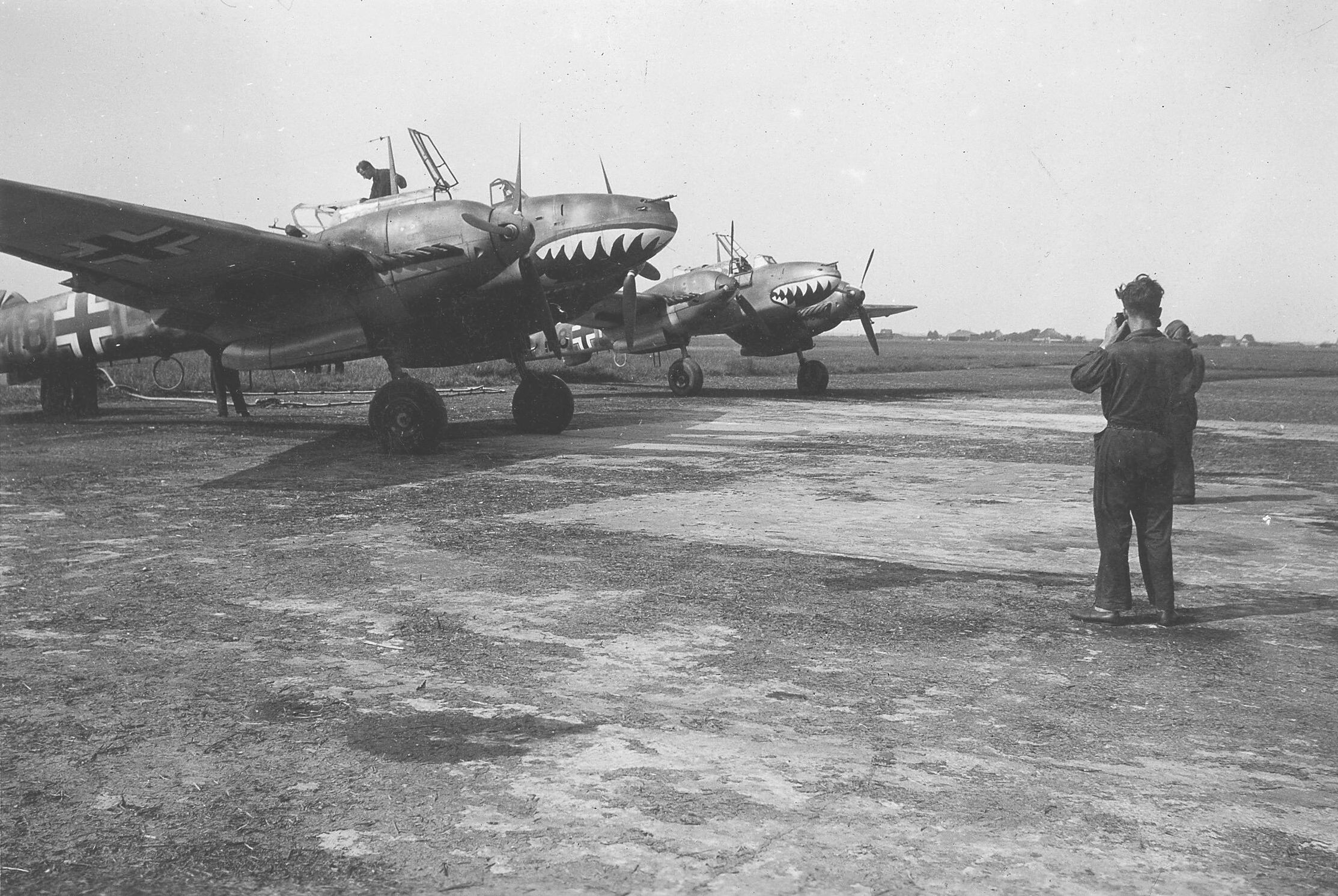
Eine Bf 110E der 5. Staffel des Zerstörergeschwaders 76 auf dem niederländischen Fliegerhorst De Kooy

Unweit davon entfernt, auf dem Fliegerhorst Stavanger-Forus wurde die I. Gruppe am 7. September in die II. Gruppe des Nachtjagdgeschwaders 1 umgewandelt. In der 1. Staffel diente zu jener Zeit der noch unbekannte Leutnant Helmut Lent, der als Nachtjäger im weiteren Verlauf des Krieges eine hohe propagandistische Aufmerksamkeit erfuhr, da er als einer von nur 27 Soldaten das Eichenlaub mit Schwertern und Brillanten zum Ritterkreuz des Eisernen Kreuzes erhielt. Diese Auszeichnung wurde ihm zuteil durch die Meldung von 110 Abschüssen feindlicher Flugzeuge, davon 102 bei Nacht.
Die II. Gruppe bestand bis zum November 1941, als sie im niederländischen Leeuwarden liegend, in die III. Gruppe des Nachtjagdgeschwaders 3 umbenannt wurde. Mit der Umbenennung wechselte auch Oberleutnant Hans-Joachim Jabs, der am 1. Oktober 1940 das Ritterkreuz des Eisernen Kreuzes erhalten hatte, das Betätigungsfeld. Als Nachtjäger stieg er, bis zur bedingungslosen Kapitulation der Wehrmacht am 8. Mai 1945, bis zum Geschwaderkommodore des Nachtjagdgeschwaders 1 auf.
Die III. Gruppe erhielt am 24. April 1941 in Stavanger-Sola die Umbenennung in II. Gruppe des Schnellkampfgeschwaders 210. Sie nahm ab dem 22. Juni 1941 am Überfall auf die Sowjetunion im Mittelabschnitt der Ostfront teil. Dort war sie dem II. Fliegerkorps der Luftflotte 2 unterstellt.

### Wiederaufstellung des Geschwaders 1943
Aufgrund der sich wandelnden Lage im Luftkrieg, in der zweiten Hälfte des Jahres 1943 flog die 8. US-Luftflotte jeweils mit mehreren hundert schweren viermotorigen Bombern Tagesangriffe auf Ziele im Deutschen Reich, erschien es der Luftwaffenführung wieder sinnvoll Zerstörergeschwader aufzustellen. Die Vorteile des zweimotorigen Zerstörerflugzeugs im Vergleich zum einmotorigen Jagdflugzeug lagen in der schwereren Frontbewaffnung. Die Nachteile einer geringeren Höchstgeschwindigkeit und Wendigkeit fielen gegen die schwerfälligen US-Bomber nicht ins Gewicht, solange diese nicht durch Begleitjäger geschützt wurden.
Der Geschwaderstab und die I. Gruppe entstanden am 28. August 1943 in Ansbach. Für die Bildung der I. Gruppe wurde die 1. Staffel der Nahaufklärungsgruppe 16, die 3. Staffel der Nahaufklärungsgruppe 12 und die Stabsstaffel des Sturzkampfgeschwaders 1 herangezogen. Die II. Gruppe bildete sich zur gleichen Zeit in Wertheim aus der 3. Staffel der Nahaufklärungsgruppe 4, der 3. Staffel der Aufklärungsgruppe 11 und der 3. Staffel der Nahaufklärungsgruppe 6. Im November 1943 kam dann noch eine III. Gruppe hinzu, die von Oettingen aus operierte. 

### Reichsverteidigung 1943/44
Das Geschwader wurde in der sogenannten Reichsverteidigung eingesetzt, das heißt zur Abwehr US-amerikanischer Luftangriffe auf Ziele im Reich und besetzter Gebiete, bei Tage. Dazu war es der 7. Jagd-Division innerhalb des I. Jagdkorps des Luftwaffenbefehlshabers Mitte (ab 5. Februar 1944 Luftflotte Reich) unterstellt.
Das Geschwader war überwiegend mit der Messerschmitt Bf 110 in der Variante G-2 ausgestattet. Dieses Flugzeug verfügte über zwei Daimler-Benz DB 605 B-1 mit je 1475 PS Startleistung, die eine Höchstgeschwindigkeit von 633 km/h möglich machten bei einer Bewaffnung von zwei 30-mm-MK 108 im Rumpfbug oben, darunter zwei 20-mm-MG 151/20 und ein bewegliches 7,92-mm-Zwillings-MG MG 81 Z im Kanzelheck.
Schon beim ersten größeren Einsatz gegen einen einfliegenden Bomberstrom der 8. US-Luftflotte am 4. Oktober 1943 stellte sich heraus wie verlustreich diese Art von Einsätzen werden würde. Von den 298 einfliegenden Boeing B-17-Bombern die auf zwei Ziele angesetzt waren, konnten 14 abgeschossen werden, davon 4 durch die II. Gruppe des Geschwaders. Dabei verlor sie selbst 9 Bf 110 darunter die des Gruppenkommandeurs Hauptmann Oskar Gehring. Insgesamt fielen 11 Besatzungsmitglieder, während 9 verletzt wurden. Die schwerste Verlustrate trat am 16. März 1944 ein, als von 43 gestarteten Bf 110 26 überwiegend durch US-Begleitjäger abgeschossen wurden.
Im April erreichten das Geschwader die ersten Messerschmitt Me 410 in den Varianten A-1 und B-1. Gegenüber der bisher verwendeten Bf 110G-2 hatte diese mit ihren zwei 12-Zylinder-V-Motoren Daimler-Benz DB 603 A 550 PS mehr Leistung zur Verfügung, die eine Höchstgeschwindigkeit von 624 km/h ermöglicht, bei einer Bewaffnung von zwei 20-mm-MG 151/20 (je 350 Schuss, vorwärtsfeuernd im Bug), zwei 20-mm-MG 151/20 (je 350 Schuss, vorwärtsfeuernd im Bombenschacht), zwei 7,92-mm-MG 17 (je 1000 Schuss, vorwärtsfeuernd im Bug) und zwei 13-mm-MG 131. (je 500 Schuss, rückwärtsfeuernd auf fernbedienten seitlichen FDSL-Lafetten)
Im April 1944 verlegten der Geschwaderstab, die I. und die II. Gruppe auf den Fliegerhorst Prag-Gbell. (Lage). Hintergrund war, dass die 15. US-Luftflotte, die in Italien stationiert war, auch von Süden kommend Luftangriffe auf den deutschen Herrschaftsbereich flog.
So griffen am 16. Juni 1944 US-amerikanische Consolidated B-24 und Boeing B-17-Bomber, begleitet durch Jagdflugzeuge vom Typ Lockheed P-38 und North American P-51, Wien und Bratislava an. Zusammen mit anderen Geschwadern konnte die I. Gruppe neun B-24, zwei B-17, sieben P-38 und eine P-51 abschießen, bei 16 eigenen Totalverlusten. Weitere Einsätze dieser Art folgten am 20. Juni, am 26. Juni beim Luftangriff auf Wien und am 27. Juni und 2. Juli bei den Luftangriffen auf Budapest.

### Auflösung 1944
Der Geschwaderstab erhielt am 24. Juli 1944 auf dem Fliegerhorst Malacky die neue Bezeichnung Geschwaderstab des Jagdgeschwaders 76. Infolgedessen firmierte die I. Gruppe in die I. Gruppe des Jagdgeschwaders 76 um. Die II. Gruppe wechselte im Juli 1944 auf den Fliegerhorst Powunden und ab August nach Seerappen, wo sie dem Jagdfliegerführer Ostpreußen unterstellt war. Am 7. Februar 1945 wurde sie in Großenhain in die III. Gruppe des Jagdgeschwaders 54 umgewandelt. Die III. Gruppe war schon im April 1944 aufgelöst worden. Personal und Material gingen in der I. Gruppe auf.

## Kommandeure

### Geschwaderkommodore
| Dienstgrad | Name              | Zeit                                |
| ---------- | ----------------- | ----------------------------------- |
| Major      | Walter Grabmann   | 15. April 1940 bis 31. Juli 1941    |
| Major      | Theodor Rossiwall | 28. August 1943 bis 24. Januar 1944 |
| Major      | Robert Kowalewski | 25. Januar 1944 bis August 1944     |

### Gruppenkommandeure
I. Gruppe
- Hauptmann Günther Reinecke, 1. Mai 1939 bis 30. April 1940 †[54]
- Hauptmann Werner Restemeyer, 10. Mai 1940 bis 15. August 1940 †[55]
- Oberleutnant Werner Hansen, 30. April 1940 bis 11. Mai 1940[56]
- Hauptmann Heinrich Graf von Stillfried und Rattonitz, 22. August 1940 bis 7. September 1940[57]
- Hauptmann Siegfried Boogs, 4. Oktober 1943 bis 20. März 1944[58]
- Hauptmann Hermann Langemann, 21. März 1944 bis 24. Juli 1944[59]

II. Gruppe
- Hauptmann Walter Schmidt-Coste, 1. Mai 1939 bis 24. November 1939[60]
- Hauptmann Erich Groth, 25. November 1939 bis 12. August 1941 †[61]
- Hauptmann Heinz Nacke, 14. August 1940 bis 1. November 1940[62]
- Hauptmann Oskar Gehring, 28. August 1943 bis 4. Oktober 1943 †[63]
- Major Herbert Kaminski, 5. Oktober 1943 bis 9. August 1944[64]
- Hauptmann Karl Fritz Schloßstein, 21. Juli 1944 bis 7. Februar 1945[65]

III. Gruppe
- Hauptmann Friedrich-Karl Dickorè, 26. Juni 1940 bis 15. August 1940 †[66]
- Hauptmann Rolf Kaldrack, 15. August 1940 bis 24. Mai 1941[67]
- Hauptmann Johannes Kiel, November 1943 bis 29. Januar 1944 †[68]
- Hauptmann Hermann Langemann, 29. Januar 1944 bis 21. März 1944[69]

## Auszeichnungen
Bekannte Träger des Ritterkreuzes des Eisernen Kreuzes des Zerstörergeschwaders 76.
| Name               | Dienstgrad   | Einheit    | Ritterkreuz  |
| ------------------ | ------------ | ---------- | ------------ |
| Groth, Erich       | Hauptmann    | II./ZG 76  | 1. Okt. 1940 |
| Jabs, Hans-Joachim | Oberleutnant | 2./ZG 76   | 1. Okt. 1940 |
| Kaldrack, Rolf     | Hauptmann    | III./ZG 76 | 2. Nov. 1940 |
| Nacke, Heinz       | Hauptmann    | 6./ZG 76   | 2. Nov. 1940 |
| Schob, Herbert     | Oberleutnant | II./ZG 76  | 9. Juni 1944 |

## Bekannte Geschwaderangehörige
- Martin Drewes (1918–2013), war ein Luftfahrtautor
- Werner Guth (1917–2005), war von 1971 bis 1977, als Generalmajor der Luftwaffe der Bundeswehr, Kommandeur des Lufttransportkommando in Münster
- Wilhelm Herget (1910–1974), war Gründer des Wilhelm-Herget-Verlag
- Rolf Hermichen (1918–2014), war Personaldirektor beim Kaufhaus-Konzern Karstadt AG